# Елеонора Гессен-Рейнфельс-Ротенбурзька
Елеонора Філіпіна Крістіна Софія Гессен-Рейнфельс-Ротенбурзька (нім. Eleonore Philippina Christina Sophia von Hessen-Rheinfels-Rothenburg), (нар. 17 жовтня 1712 — пом. 23 травня 1759) — німецька аристократка XVIII століття з Гессенського дому, донька ландграфа Гессен-Рейнфельс-Ротенбургу Ернста Леопольда та графині Льовенштайн-Вертгаймської Елеонори, дружина пфальцграфа та герцога Зульцбаху Йоганна Крістіана.

## Біографія
Народилась 17 жовтня 1712 року у Ротенбурзькому замку. Була сьомою дитиною та четвертою донькою Ернста Леопольда Гессен-Рейнфельс-Ротенбурзького  та його дружини Елеонори Льовенштайн-Вертгаймської. Мала старших братів Йозефа та Франца Александра й сестру Поліксену. Інші діти померли до її народження. Згодом сімейство поповнилося сином Костянтином і доньками Кароліною та Крістіною Генрієттою.
Дід дівчинки з батьківського боку, Вільгельм I, вже довгий час управляв Гессен-Ротенбургом. Дід з материнського боку, Максиміліан Карл Льовенштайн-Вертгайм, незадовго перед народженням онуки був зведений у ранг князя. Від 1717 року служив губернатором Міланського герцогства.
У 1725 році батько став правлячим ландграфом Гессен-Ротенбургу.

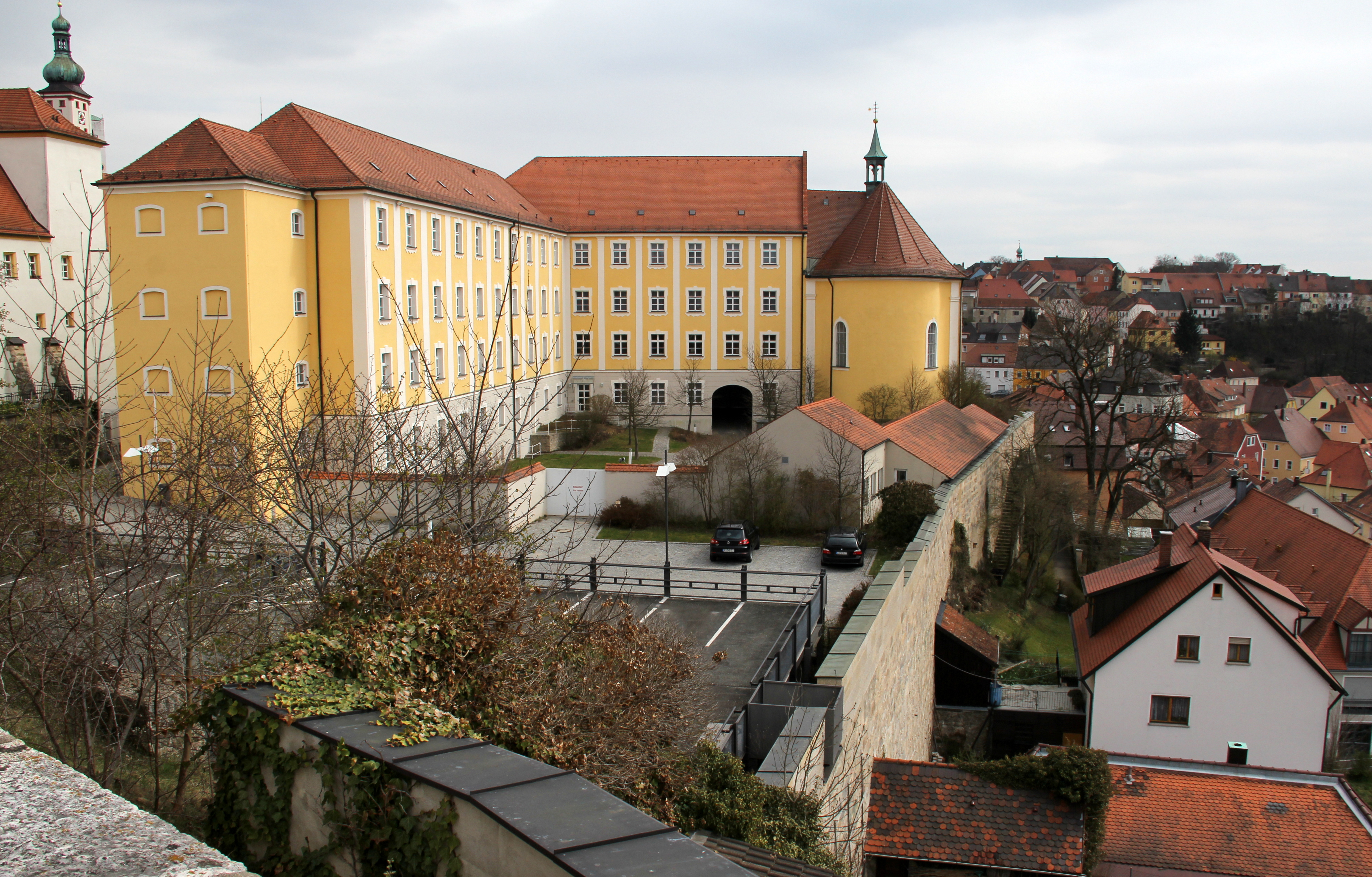
Салезіанський монастир, заснований Елеонорою, 2012

У віці 18 років Елеонора була видана заміж за 31-річного удового принца Йоганна Крістіана Зульцбахського. Наречений мав малолітнього сина від першого шлюбу. Весілля відбулося 21 січня 1731 в Мангаймі. Спільних дітей у подружжя не було.
У липні 1732 року Йоганн Крістіан став правлячим пфальцграфом та герцогом Зульцбаху. Втім, вже наступного року помер у молодому віці. 
Елеонора після цього переїхала до Нойбургу-ан-дер-Донау. 
Була палкою прихильницею святої Ядвіги, покровительки Сілезії. В листі від 8 травня 1753 року повідомила про рішення заснувати монастир і церкву на честь цієї святої. 25 червня того ж року власноруч заклала перший камінь у фундамент майбутнього салезіанського монастиря в Зульцбаху. За три роки його будівництво було завершене.
Похована у князівській крипті придворної церкви Нойбургу-ан-дер-Донау. Серце зберігається поруч з головним вівтарем у церкві Святої Ядвіги в Зульцбаху. Всі свої статки вона заповіла заснованому нею салезіанському монастирю.